# Ярышкина, Александра Владимировна
Александра Владимировна Ярышкина (род. 10 июня 1994 года) — российская легкоатлетка, специализирующаяся в прыжках в высоту.

## Биография
Родилась 10 июня 1994 года. Участвует в легкоатлетических соревнованиях с 2010 года.
Тренировалась в спортивной школе № 82 Москомспорта под руководством Аллы Ивановны Гертлейн.
В 2013 году стала серебряным призёром чемпионата Европы среди юниоров.
В 2019 году стала бронзовым призёром чемпионатов России в помещении и на открытом воздухе.

## Основные результаты

### Международные
| Год  | Соревнования                                       | Место проведения | Место | Результат |
| ---- | -------------------------------------------------- | ---------------- | ----- | --------- |
| 2011 | Летний Европейский юношеский Олимпийский фестиваль | Трабзон, Турция  | 11    | 1,70 м    |
| 2013 | Чемпионат Европы среди юниоров                     | Риети, Италия    | 2     | 1,88 м    |

### Национальные
| Год  | Соревнования                 | Место проведения | Место | Результат |
| ---- | ---------------------------- | ---------------- | ----- | --------- |
| 2014 | Чемпионат России в помещении | Москва           | 14    | 1,75 м    |
| 2018 | Чемпионат России             | Казань           | 5     | 1,79 м    |
| 2019 | Чемпионат России в помещении | Москва           | 3     | 1,92 м    |
| 2019 | Чемпионат России             | Чебоксары        | 3     | 1,91 м    |
| 2020 | Чемпионат России             | Челябинск        | 7     | 1,82 м    |
| 2021 | Чемпионат России в помещении | Москва           | 10    | 1,82 м    |
| 2021 | Чемпионат России             | Чебоксары        | 4     | 1,88 м    |
| 2022 | Чемпионат России в помещении | Москва           | 4     | 1,88 м    |
| 2022 | Чемпионат России             | Чебоксары        | 5     | 1,88 м    |
| 2023 | Чемпионат России в помещении | Москва           | 5     | 1,88 м    |